# 羅傑·康納
羅傑·康納（英語：Roger Connor，1857年7月1日—1931年1月4日），為美國職棒大聯盟的一壘手。生涯曾效力過木馬、高譚/巨人、巨人(球員聯盟)、費城人與布朗(今紅雀)等隊。他在18年職棒生涯擊出138轟，是貝比·魯斯之前的全壘打王。
1976年，康納成功入選名人堂。他在去世後都一直被葬在無名墓裡，直到2001年才由一群民眾集資買下墓碑。

## 職業生涯

### 生涯早期
1880年，康納登上大聯盟。當時的木馬隊擁有丹·布魯瑟茲、提姆·基弗、米奇·威爾契和Buck Ewing等名人堂球星。但即便球隊裡有這麼多好手，木馬依舊單季只拿下41勝42敗。康納更是在這年發生60次守備失誤，而且還弄傷肩膀，球隊也只好讓他改練一壘。
1883年，康納加入高譚隊(今舊金山巨人)。他在9月10日敲出隊史首支滿貫砲，同時這也是支再見全壘打。康納的身高191公分，體重91公斤，魁梧的身材讓他獲得了「巨人」的封號。儘管身材高大，康納依舊在職業生涯敲出233支三壘安打和244次盜壘成功，這讓紐約時報盛讚他是一名相當全能的選手。
1885年，康納以3成71的打擊率拿下打擊王。1886年9月11日，儘管主場波羅球場的外野距離相當長，康納仍將球打出球場之外。當時紐約證券交易所的一群粉絲還為康納募捐，並贈送他一只價值500美元的黃金手錶。

### 球員聯盟
1890年，球員聯盟成立，康納也跳槽到該聯盟的紐約巨人。當時有一群國聯球員跳槽至此，而康納也在新球季繳出3成49的打擊率，並敲出14轟與103分打點，並順利成為該聯盟的全壘打王。
雖然康納在球員聯盟的表現相當傑出，但聯盟運作不善，導致1891年就收攤解散。

### 生涯後期
1891年，康納重返巨人，並繳出2成94的打擊率。1892年，他加盟費城運動家。不過他因為簽約問題而沒能進入運動家，反而加入費城人。1893年，他再次回到巨人隊，打擊率為3成22，並敲出11轟。隔年球隊將陣容年輕化，康納也被迫和Jack Doyle輪替先發上場。1894年，被釋出的康納加入布朗隊(今聖路易紅雀)。1895年，他的弟弟喬也成功登上大聯盟。但喬只出賽2場比賽就被下放小聯盟，布朗整季戰績也只有39勝92敗。
1897年，康納的打擊率下滑到2成27，因此他在5月份被釋出，他的大聯盟生涯也到此結束。他生涯打擊率為3成17，並敲出138轟的大聯盟紀錄，一直到1921年才被貝比·魯斯打破。另外他敲出233支三壘安打至今仍是大聯盟第五高。

## 生涯打擊成績
| 出賽次數 | 打席 | 打數 | 得分 | 安打 | 二安 | 三安 | 全壘打 | 打點 | 盜壘 | 保送 | 三振 | 打擊率 | 上壘率 | 長打率 | OPS  |
| -------- | ---- | ---- | ---- | ---- | ---- | ---- | ------ | ---- | ---- | ---- | ---- | ------ | ------ | ------ | ---- |
| 1998     | 8847 | 7797 | 1620 | 2467 | 441  | 223  | 138    | 1323 | 244  | 1002 | 455  | .316   | .397   | .486   | .883 |

## 晚年

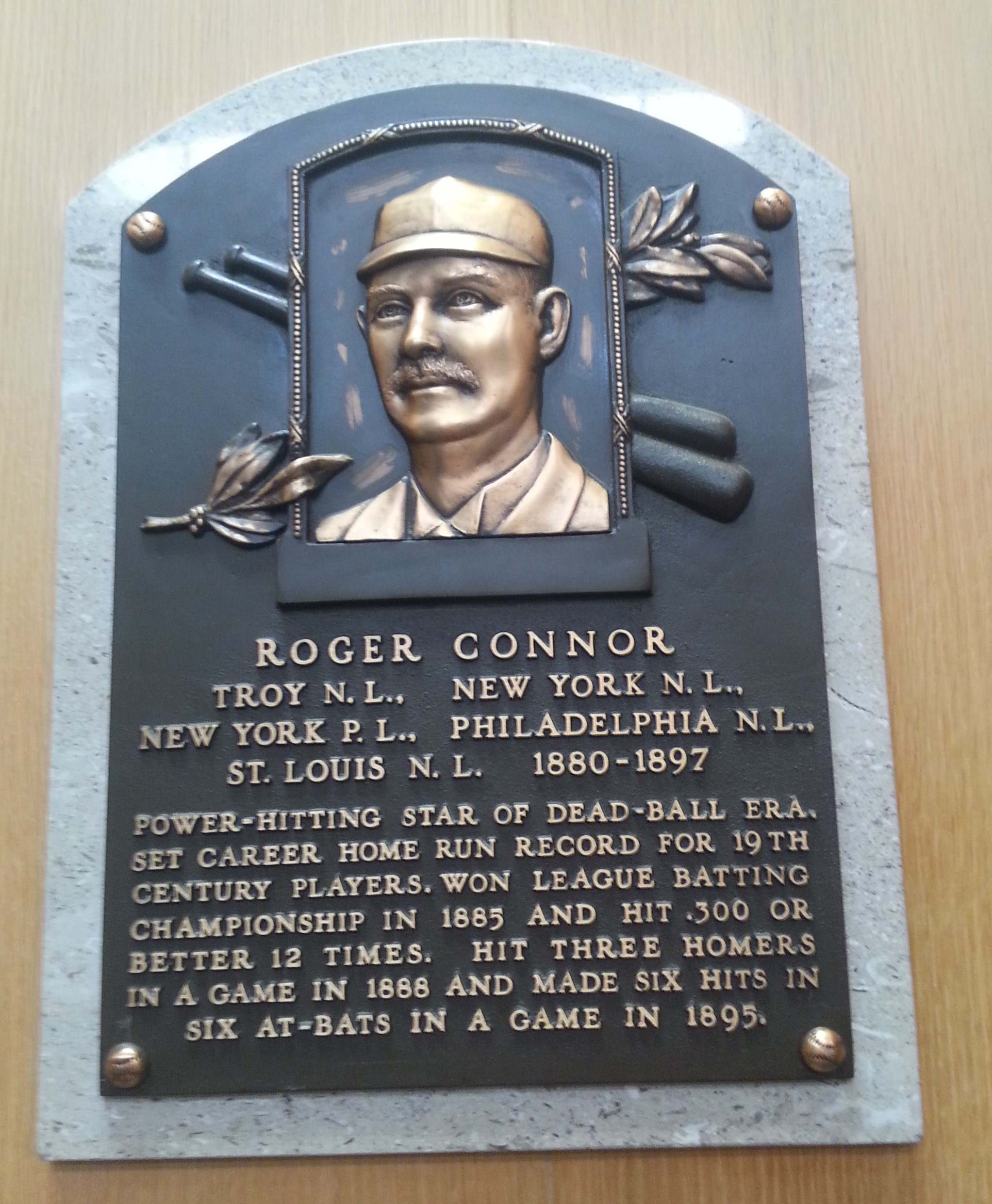
康納的名人堂匾額

1897年到1903年，康納都在小聯盟打球，一直到1903年9月宣布正式退休為止。之後他都在學校擔任督學到1920年為止。1920年，他還到現場親眼見證貝比·魯斯打破自己全壘打紀錄的時刻。
1931年1月4日，康納因為胃病去世，享年73歲。他被葬在沃特伯里的聖喬瑟夫公墓，並於1976年入選美國棒球名人堂。在他去世後數十年，沃特伯里的居民和棒球迷集資買下一塊屬於康納的墓石，這才讓後人知道康納的墓地在哪裡。

## 外部連結
- 球員資訊和成績在MLB，ESPN，Baseball-Reference，Fangraphs（英文）

| 紀錄                | 紀錄                       | 紀錄                |
| ------------------- | -------------------------- | ------------------- |
| 前任： Harry Stovey | 歷史全壘打王 1895年–1920年 | 繼任： 貝比·魯斯    |
| 成就                |                            |                     |
| 前任： Jumbo Davis  | 完全打擊 1890年7月21日     | 繼任： Oyster Burns |